# Brasilodon
Brasilodon és un gènere de cinodonts extints que visqueren durant el Norià (Triàsic superior), fa uns 225 milions d'anys. Tenia una llargada mitjana de 12 cm i un pes de 20 g. Era més o menys de la mida d'un ratolí. Les seves dents indiquen que els brasilodòntids eren, amb tota probabilitat, insectívors. Les dues espècies que formen el gènere són B. tetragonus i B. quadrangularis, cinodonts molt petits.
El setembre del 2022 es publicà un estudi que feia de B. quadrangularis el mamífer més antic conegut fins al moment basant-se en la presència de difiodòncia. El paleontòleg alemany Hans-Dieter Sues rebutjà aquesta conclusió, tot apuntant que la difiodòncia de B. quadrangularis podia ser una mera autapomorfia. mentre que el doctor Jason Pardo, del Museu Field d'Història Natural, posà en dubte que amb tres branques mandibulars n'hi hagués prou per determinar que es tractava d'un animal difiodont. Helder Gomes Rodrigues, del Museu Nacional d'Història Natural de París, jutjà que es tractava d'«un estudi interessant però poc rigorós», amb una mostra massa petita que no justifica la classificació de B. quadrangularis com a mamífer. Simone Hoffmann, de l'Institut de Tecnologia de Nova York, declarà que les dades aportades per l'estudi no eren motiu per canviar la classificació de Brasilodon.

## Morfologia

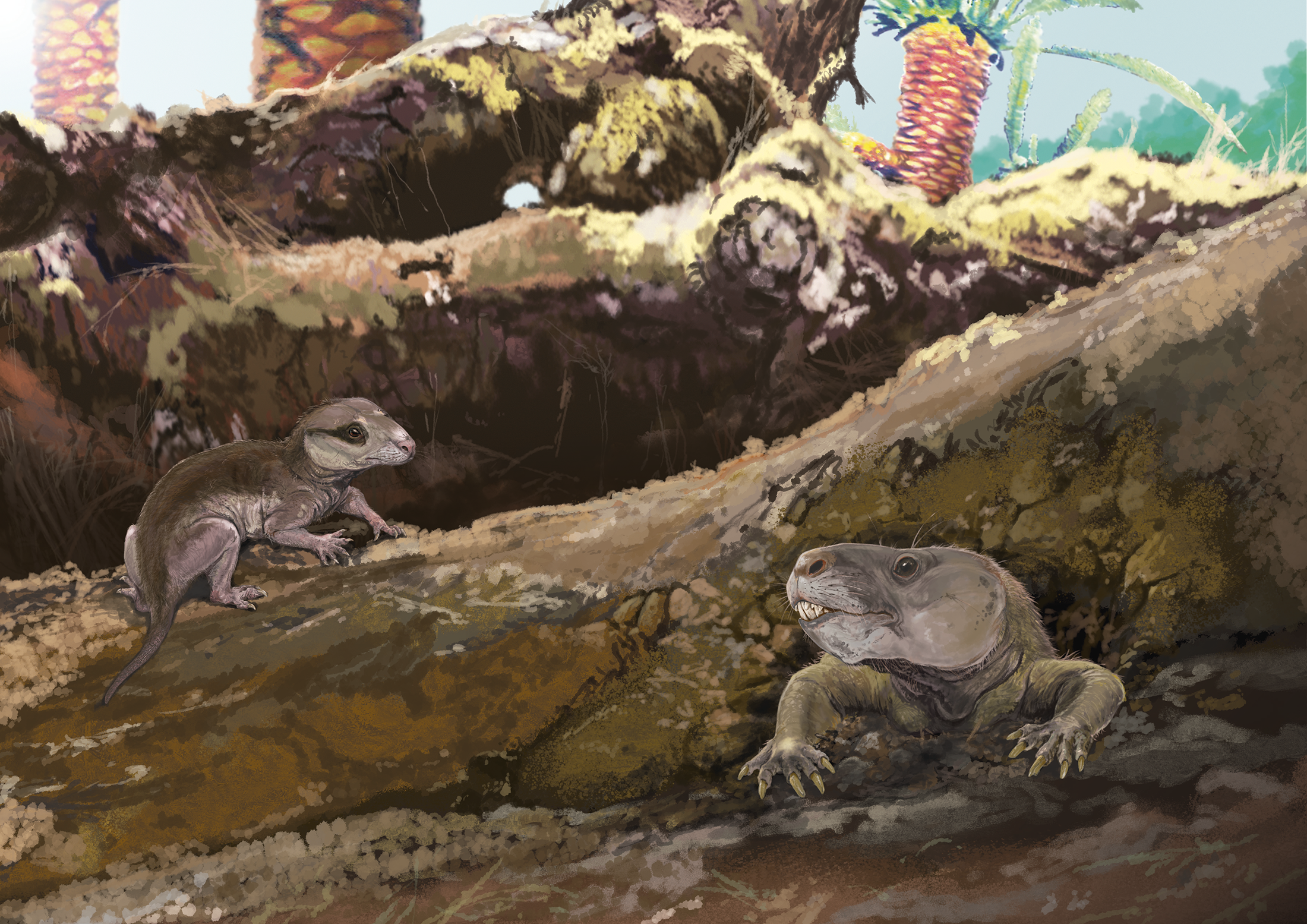
Il·lustració de Brasilodon i Riograndia

Brasilodon és un gènere de cinodonts petits i derivats que presenta molts caràcters típics dels mamífers, incloent-hi un paladar secundari, el desenvolupament simètric de les dents i el sentit de l'oïda més desenvolupat que en altres cinodonts. L'estudi d'aquests animals demostra que l'expansió dels cinodonts avançats amb caràcters mamiferoides es produí en diverses espècies que encara conservaven molts caràcters primitius.

### Crani
En els brasilodòntids, la mida del crani varia un 35-40% d'un individu a l'altre. Brasilodon manca d'os prefrontal, os postorbitari i barra postorbitària, trets que s'observen en la majoria dels altres probainògnats. Els caràcters derivats presents en Brasilodon inclouen: els ossos postdentals reduïts, contacte nasal-frontal als laterals, canines reduïdes de mida similar a la de l'última incisiva i els caràcters vasculars del «recés estapedial». Juntament amb la presència de diversos forats, l'apòfisi estapedial ben desenvolupada indica que l'orella mitjana dels brasilodòntids era pròpia dels probainògnats més derivats. El buit interpterigoidal dels brasilodòntids es considera una forma derivada o revertida del paladar primari dels mamífers, que va des de les coanes. La presència del paladar secundari és un altre caràcter derivat de Brasilodon. L'extrem posterior del paladar ossi secundari s'estén en sentit posterior fins a l'última postcanina.

### Dentadura
B. quadrangularis es caracteritza per tenir postcanines quadrangulars que estan unides a la mandíbula per un lligament periodontal situat a l'arrel. Cada filera de dents conté 6-8 postcanines superiors i 8-9 d'inferiors; les dents superiors no exhibeixen gaire variació morfològica en comparació amb les inferiors. Les postcanines superiors són força més petites que les inferiors, tret observat en molts probainògnats. Brasilodon té una cúspide central prominent, una cúspide accessòria anterior i una cúspide accessòria posterior, cosa que dona peu a una distribució simètrica (aquest tret és més derivat que en qualsevol altre probainògnat). A causa de l'amplada del diastema entre les canines i les postcanines en els brasilodòntids més grossos, se sap que les postcanines anteriors amb tota probabilitat queien més ràpidament que en Thrinaxodon, un cinodont primitiu.